# Emscher
L'Emscher (anciennement Ambiscara) est une rivière allemande qui draine le land de Rhénanie-du-Nord-Westphalie. Sa longueur est de 84 km, elle est un affluent du Rhin.

## Géographie
L'Emscher est un affluent du Rhin qui coule dans la zone très densément peuplée de la Ruhr en Allemagne. La rivière prend sa source à l'est de la ville de Dortmund. Son bassin hydrographique couvre 865 km².

## Écologie
L'Emscher et ses affluents ont été systématiquement transformés en égouts à ciel ouvert dans le cadre de l'industrialisation et de l'extraction intensive du charbon. Le lit de l'Emscher a été excavé et des digues ont été construites sur de longs tronçons afin de protéger les villes contre les crues. De plus, 40 % de cette région ont été transformés en polders en raison du fort affaissement des sols consécutif à l'extraction minière (présence de nombreuses galeries). Depuis les années 1990, un grand projet de réhabilitation écologique est entrepris.